# Pomácuaro
Pomácuaro är en ort i Mexiko.   Den ligger i kommunen Panindícuaro och delstaten Michoacán de Ocampo, i den centrala delen av landet, 280 km väster om huvudstaden Mexico City. Pomácuaro ligger 1 788 meter över havet och antalet invånare är 281.
Terrängen runt Pomácuaro är lite kuperad. Runt Pomácuaro är det ganska tätbefolkat, med 70 invånare per kvadratkilometer. Närmaste större samhälle är Panindícuaro de la Reforma, 4,4 km söder om Pomácuaro. I omgivningarna runt Pomácuaro växer huvudsakligen savannskog.